# Hōki (Tottori)

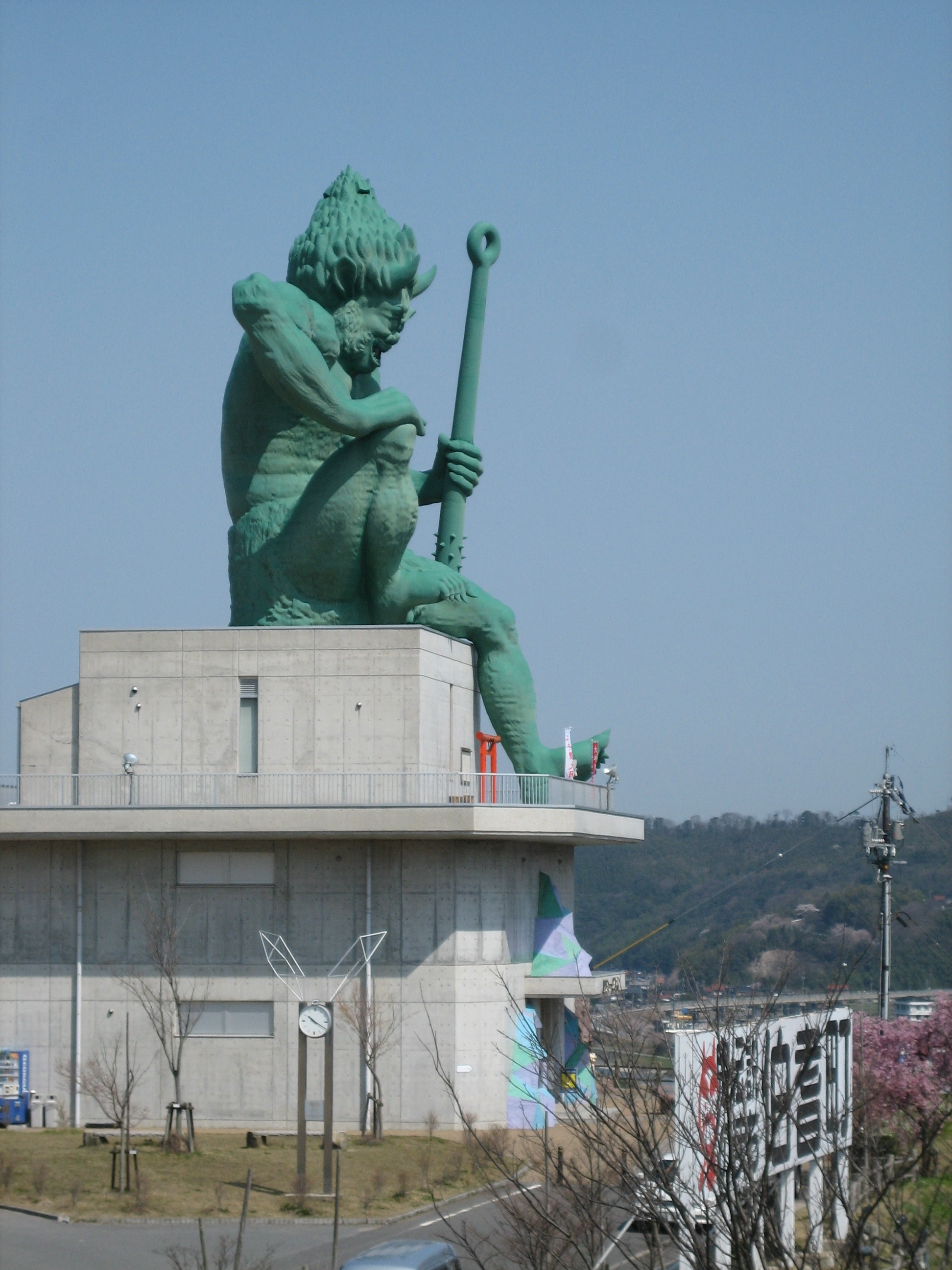
El oni vigila la zona Mizokuchi del municipio de Hōki.

Hōki (伯耆町 Hōki-chō?) es un pueblo localizado en la prefectura de Tottori, Japón. En junio de 2019 tenía una población estimada de 10.687 habitantes y una densidad de población de 76,6 personas por km². Su área total es de 139,44 km².

## Historia
El pueblo fue fundado el 1 de enero de 2005, tras la fusión de Kishimoto  y Mizokuchi.

## Geografía
El territorio está atravesado por el río Hino y la principal carretera es la 181 que procedente de las montañas de Yonago continúa hacia la prefectura de Okayama situada al sur; en Kōfu se cruza con la carretera 183 que se dirige al oeste en dirección a Hiroshima. La comunicación por ferrocarril se hace mediante la línea Hakubi de la compañía Jeiāru Nishi-Nihon que dispone de paradas en las estaciones de Kishimoto y Hōki-Mizoguchi. Al oeste de esta estación se encuentra una gran estatua verde de un Oni que era un símbolo para el antiguo municipio de Mizokuchi.

### Localidades circundantes
- Prefectura de Tottori
  - Yonago
  - Daisen
  - Nanbu
  - Hino
  - Kōfu

## Demografía
Según los datos del censo japonés, esta es la población de Hōki en los últimos años.
| Año del censo | Población |
| ------------- | --------- |
| 1995          | 12.709    |
| 2000          | 12.663    |
| 2005          | 12.343    |
| 2010          | 11.621    |
| 2015          | 11.118    |
| 2020          | 10.696    |

## Sitios de interés
En este municipio se encuentra el Museo de Fotografía Shōji Ueda, cuyo edificio fue diseñado por el arquitecto Shin Takamatsu y que alberga la obra de Shōji Ueda.